# The Witness for the Prosecution and Other Stories
The Witness for the Prosecution and Other Stories é um livro de Agatha Christie formado por onze contos, publicado nos Estados Unidos em 1948. O único personagem a aparecer em outros volumes da autora é o detetive Hercule Poirot.

## Contos que compõem a obra
- Accident (já tinha sido publicado em The Listerdale Mystery)
- The Fourth Man (já tinha sido publicado em The Hound of Death and Other Stories)
- The Mystery of the Blue Jar (já tinha sido publicado em The Hound of Death and Other Stories)
- The Mystery of the Spanish Shawl (já tinha sido publicado em The Listerdale Mystery como Mr. Eastwood's Adventure)
- Philomel Cottage (já tinha sido publicado em The Listerdale Mystery)
- The Red Signal (já tinha sido publicado em The Hound of Death and Other Stories)
- The Second Gong (protagonizado pelo detetive Poirot)
- Sing a Song of Sixpence (já tinha sido publicado em The Listerdale Mystery)
- S.O.S.
- Where There's a Will (já tinha sido publicado em The Hound of Death and Other Stories como Wireless)
- The Witness for the Prosecution (adaptado para o teatro em 1953)